# Unbitriu
Unbitriu (prescurtat Ubt), numit și eka-protactiniu, sau elementul cu numărul atomic 123, este numele provizoriu dat unui element prezis dar încă nedescoperit din sistemul periodic al lui Mendeleev. Calculele arată că ar avea un izotop stabil, pe 326 Ubt.
După noiembrie 2009 nu au mai fost făcute încercări pentru a sintetiza unbitriul.

## Numele
Unbitrium este numele sistematic dat unui element de pe locul 123 din sistemul periodic, utilizat ca nume temporar, până când îi va fi confirmată existența de alte grupuri de cercetare și IUPAC va decide un nume definitiv. Face referire la numărul său atomic: 1-un; 2-bi; 3-trium. De obicei numele este inițial sugerat de către descoperitorul fiecărui element.